# Symantec Endpoint Protection
Symantec Endpoint Protection （シマンテック・エンドポイントプロテクション） とは、ブロードコムが開発・販売を行っている、セキュリティ対策ソフトウェア。アンチウイルスとパーソナルファイアウォール機能を搭載し、エンドポイント、サーバやワークステーションなど、一元管理を行う法人ユーザー向けのセキュリティソフトウェアである。SEPの愛称で呼ばれることが多く、世界中の法人ユーザーのエンドポイントを保護している。

## 概要
SEPの初版としてリリースされたEndpoint Protection 11は、旧シマンテック社が企業向けに展開していたSymantec AntiVirus Corporate Edition（シマンテック・アンチウイルス コーポレートエディション）と、Symantec Client Security（シマンテック・クライアントセキュリティ）を後継するソフトウェアとして登場。AntiVirusはアンチウイルス機能を提供していたのに対して、Client Securityはアンチウイルスに加えてファイアウォールなどの機能も搭載していた。そのため、Endpoint Protectionの機能面からはClient Securityの後継ソフトウェアに見える。実際には、Endpoint ProtectionはAntiVirus Corporate Editionのバージョン表記を引き継いでおり、またEndpoint Protectionは両ソフトウェアの後継ソフトウェアである事がアナウンスされている
専用管理ツールであるSymantec Endpoint Protection Manager（シマンテック・エンドポイントプロテクションマネージャー）を介して、遠隔上からSEPのインストール、設定の変更、定義ファイルの更新に関する設定等を管理することができる。その性格上、企業や学校などといった、中〜大規模なコンピューターネットワークに対するセキュリティ対策ソフトウェアとして位置づけられている。
ファイアウォールは同社が買収したSygateによるものであり（Nortonには未搭載）、ルートキットの検出には同じく買収されたヴェリタスのVeritas Mapping Service (VxMS) という技術を用いている。

## システム要件
Symantec Endpoint Protection 11は、Windows 2000（SP3以上）、Windows XP（x64ではSP1以上）、Windows Vista、Windows 7、Windows Server 2003（R2など含む、x64ではSP1以上）、Windows Server 2008、Windows Server 2008 R2をサポートする。ただし、Windows 7とWindows Server 2008 R2は11.0 Release Update 5から公式にサポートされる。

## 特徴
- ファイアウォール
- プロアクティブ脅威防止 (Proactive Protection)
- 侵入防止 (Intrusion Prevention System)

## 歴史
AntiVirus Corporate Editionの最終版は10.2、Client Securityの最終版は 3.1である。
2007年9月、Symantec Endpoint Protection 11が最初にリリースされた。これ以降、新しいバージョンが順次リリースされている。
2009年4月、小規模事業者向けにSymantec Endpoint Protection Small Business Editionがリリースされた。
2011年7月、Symantec Endpoint Protection 12.1が利用可能になった。このバージョンは、Small Business Protection Suite 4のパッケージも含まれた。